# 37313 Paolocampaner
37313 Paolocampaner è un asteroide della fascia principale. Scoperto nel 2001, presenta un'orbita caratterizzata da un semiasse maggiore pari a 3,0797952 au e da un'eccentricità di 0,0138047, inclinata di 11,51525° rispetto all'eclittica.